# Italiani! È severamente proibito servirsi della toilette durante le fermate
Italiani! È severamente proibito servirsi della toilette durante le fermate è un film del 1969 diretto da Vittorio Sindoni.

## Trama
Benito è un rivoluzionario a tempo pieno che si è ripromesso di non fare l'amore con Patrizia, la sua fidanzata, fino a quando non sarà raggiunto il suo obiettivo politico.